# Chiesa di Santo Stefano di Massaro
La chiesa di Santo Stefano di Massàro è un luogo di culto cattolico situato nella frazione di Bastia, lungo la strada per Cenesi (Cisano sul Neva), nel comune di Albenga in provincia di Savona.

## Storia

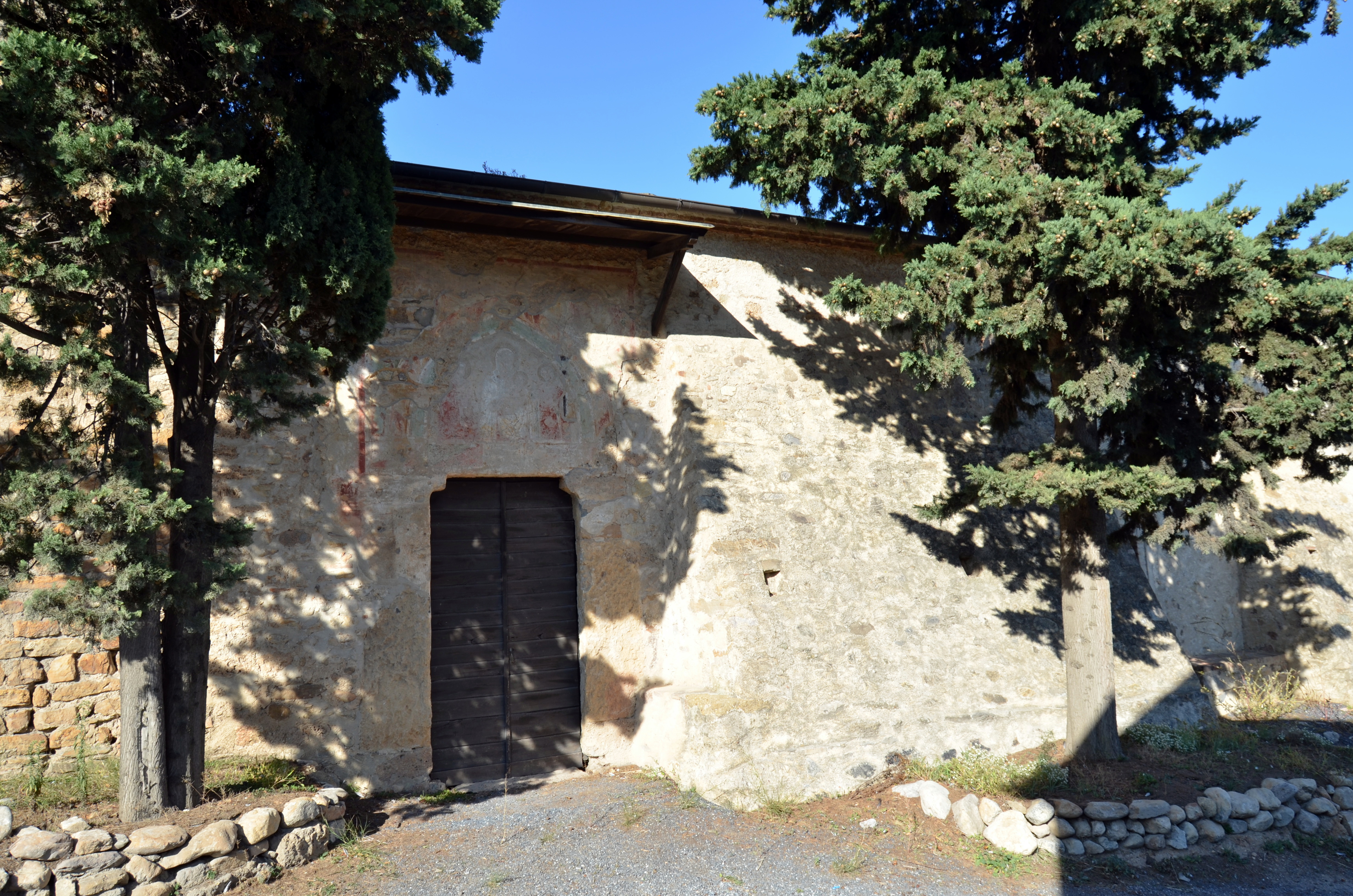
Particolare del complesso laterale

Citata per la prima volta in un documento del 1271, la chiesa romanica sorse nell'antico villaggio di Massàro (forse di origine romana); alcune fonti storiche attestano che già nel XVI secolo sia l'edificio religioso che il borgo furono abbandonati dagli abitanti. La sede della comunità parrocchiale di Massaro fu pertanto trasferita nel 1518 nella chiesa della Santissima Annunziata di Bastia con l'obbligo, però, di celebrare ugualmente i riti religiosi nell'antica chiesa in occasione della Pasqua, della Pentecoste, della ricorrenza dei Santi e dei Defunti e per il patrono Stefano.
Secondo il Sacro e Vago Giardinello..., un'opera manoscritta del 1624, redatta dal canonico Gio Ambrogio Paneri per conto del vescovo della diocesi di Albenga monsignor Pier Francesco Costa, furono proprio gli stessi abitanti di Bastia a scegliere la chiesa dell'Annunziata in quanto quella di Santo Stefano risultava fuori dal centro urbano e quindi scomoda.

## Descrizione

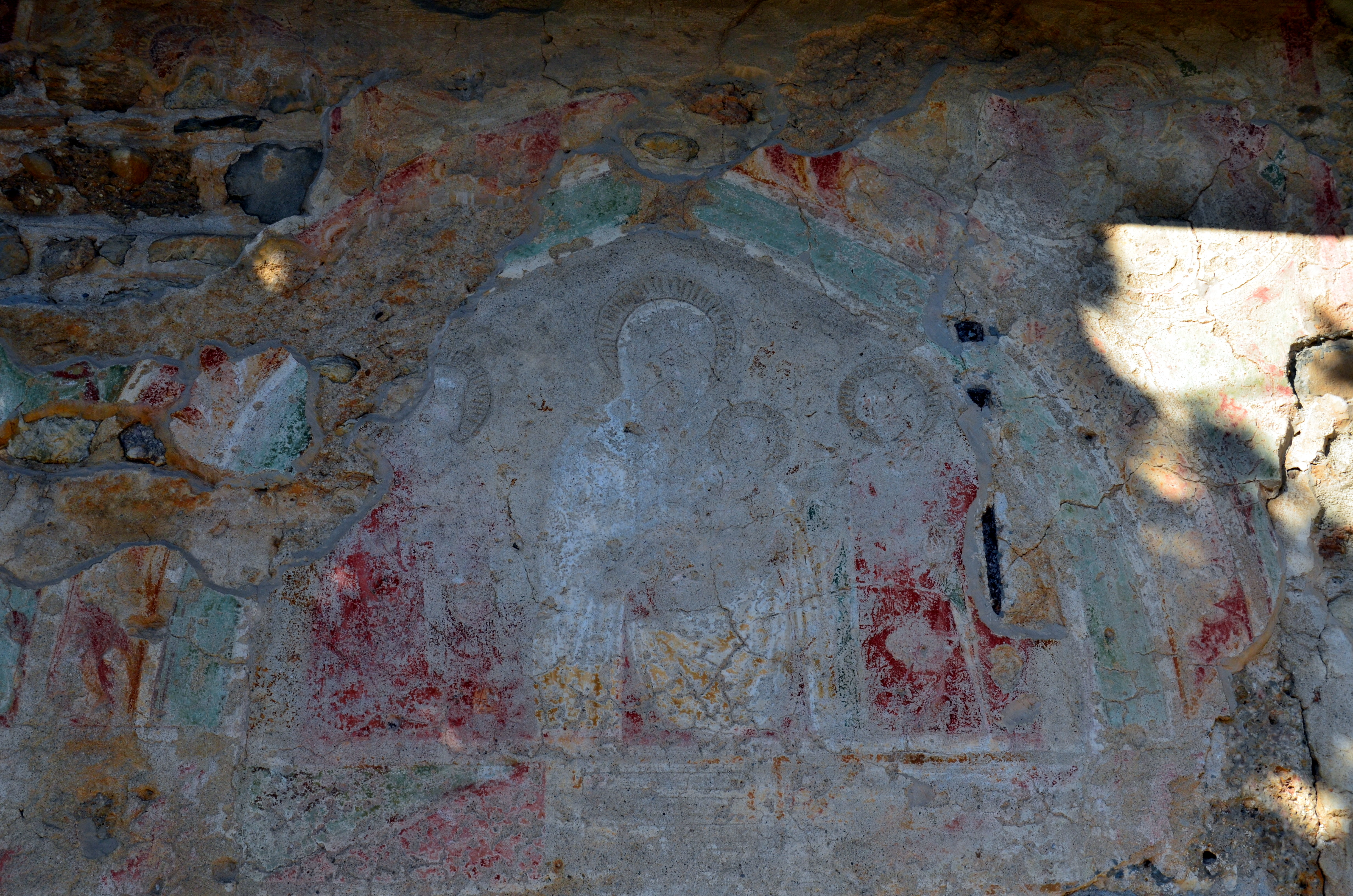
L'affresco nella lunetta laterale

L'edificio si presenta ancora oggi nella sua integrità di chiesa duecentesca in stile romanico, presentando comunque lievi modifiche alla struttura che si susseguirono nel corso dei secoli.
Tra gli affreschi, restaurati nell'immediato dopoguerra, i più antichi sono datati tra il 1383 e l'inizio del Quattrocento e contemporanei a quelli presenti nella chiesa di San Giorgio di Campochiesa. Tra le raffigurazioni si riconoscono le figure di sant'Antonio abate, l'apostolo Bartolomeo e Maria Maddalena.